# Jarno Koskiranta
Jarno Koskiranta (ur. 9 grudnia 1986 w Paimio) – fiński hokeista, reprezentant Finlandii, olimpijczyk.
Jego brat Tero (ur. 1984) także został hokeistą.

## Kariera
- Blues II U16 (2002-2003)
- GrIFK U18 (2003-2004)
- GrIFK U20 (2003-2004)
- Blues II U18 (2004-2005)
- Blues U20 (2005-2007)
  -  Kiekko-Espoo U20 (2007)
- HCK Salamat (2007-2008)
- Jokipojat (2008-2009)
- SaiPa (2009-2012)
- Tappara (2012-2013)
- Sibir Nowosybirsk (2013-2015)
- SKA Sankt Petersburg (2015-2020)
- SaiPa (2020-2023)
  -  Ilves (2023)

Wychowanek klubu EKS. Od maja 2012 zawodnik Tappary. Od maja 2013 zawodnik Sibiru Nowosybirsk, związany dwuletnim kontraktem. Od maja 2015 zawodnik SKA, związany dwuletnim kontraktem. W kwietniu 2017 przedłużył kontrakt o trzy lata. W maju 2020 ponownie został zawodnikiem SaiPa. W styczniu 2023 wypożyczony został do Ilves. Po sezonie 2022/2023 zakończył karierę.
Uczestniczył w turniejach mistrzostw świata edycji 2013, 2016 oraz zimowych igrzysk olimpijskich 2018.

## Sukcesy
Reprezentacyjne
- Srebrny medal mistrzostw świata: 2016

Klubowe
- Srebrny medal Mestis: 2009 z Jokipojat
- Srebrny medal mistrzostw Finlandii: 2013 z Tappara
- Mistrzostwo Dywizji Czernyszowa w KHL: 2015 z Sibirem Nowosybirsk[9]
- Puchar Gagarina – mistrzostwo KHL: 2017 ze SKA
- Złoty medal mistrzostw Rosji: 2017 ze SKA
- Puchar Kontynentu: 2018 ze SKA
- Brązowy medal mistrzostw Rosji: 2018, 2019 ze SKA

Indywidualne
- SM-liiga 2009/2010:
  - Pierwsze miejsce w klasyfikacji strzelców wśród pierwszoroczniaków: 15 goli
- SM-liiga (2012/2013):
  - Drugie miejsce w klasyfikacji strzelców w fazie play-off: 9 goli[10]
  - Czwarte miejsce w klasyfikacji kanadyjskiej w fazie play-off: 10 punktów[11]